# Transport aktywny

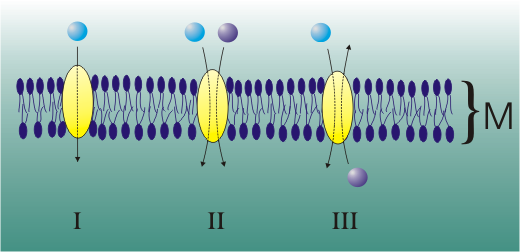
I – uniport, II – symport, III – antyport

Transport aktywny – rodzaj przenikania związków chemicznych przez błony komórkowe, który zachodzi z udziałem pewnych mechanizmów transportujących lub substancji przenośnikowych, ze środowiska o mniejszym stężeniu do środowiska o stężeniu większym, czyli wbrew gradientowi elektrochemicznemu (np. wchłanianie glukozy w jelicie cienkim). Odbywa się on za pośrednictwem receptorów błonowych. Taki transport wymaga dostarczenia energii chemicznej lub zmniejszenia entalpii swobodnej układu. Ich źródłami są odpowiednio:
- hydroliza cząsteczki ATP[1] (dla transportu aktywnego pierwotnego),
- sprzężenie z transportem innego związku zgodnie z gradientem stężenia (dla transportu aktywnego wtórnego).

Przykładami transporterów aktywnych wtórnych (współtransporterów) są:
- symport – transportuje dwie substancje w tym samym kierunku (np. transport glukozy wraz z jonami sodu),
- antyport – transportuje dwie substancje w przeciwnych kierunkach (np. pompa sodowo-wapniowa).